# It's a Sin (série télévisée)
Pour les articles homonymes, voir It's a Sin.
It's a Sin est une mini-série dramatique britannique en cinq parties, créée par Russell T Davies et diffusée depuis le 22 janvier 2021 sur Channel 4.
Elle est diffusée aux États-Unis sur HBO Max depuis le 18 février 2021,,. En France, elle est diffusée depuis mars 2021 sur Canal+. En Belgique, elle est diffusée depuis mars 2021 sur Auvio (RTBF).

## Synopsis
La série suit cinq jeunes de dix-huit ans qui s'installent à Londres en 1981 et dont la vie est bouleversée par l'épidémie de VIH.

## Distribution
- Olly Alexander (VFB : Damien Locqueneux) : Ritchie Tozer, un acteur et chanteur en herbe[7]
- Omari Douglas (VFB : Maxime Van Santfoort) : Roscoe Babatunde, un barman issu d'une famille nigériane
- Callum Scott Howells (VFB : Thibaut Delmotte) : Colin « Gladys » Morris-Jones, un apprenti vendeur gallois chez un tailleur de Savile Row
- Lydia West (VFB : Fanny Dreiss) : Jill Baxter, aspirante actrice
- Nathaniel Curtis (VFB : Maxym Anciaux) : Ash Mukherjee, un instituteur issu d'une famille indienne
- Keeley Hawes (VF : Hélène Bizot) : Valerie Tozer, la mère de Ritchie
- Shaun Dooley (VFB : Philippe Allard) : Clive Tozer, le père de Ritchie
- Neil Patrick Harris (VF : François Pacôme) : Henry Coltrane, vendeur de Savile Row
- Stephen Fry (VFB : Michel Hinderyckx) : Arthur Garrison, homme politique conservateur
- Moya Brady (en) : Millie
- David Carlyle (VFB : Marc Weiss) : Gregory « Gloria » Fitch
- Nicholas Blane (VFB : Benoît Van Dorslaer) : M. Hart
- Michelle Greenidge : Rosa Babatunde
- Andria Doherty (VFB : Muriel Bersy) : Eileen Morris-Jones
- Nathaniel Hall (VFB : Alexis Flamant) : Donald Bassett
- Shaniqua Okwok (VFB : Fanny Roy) : Solly Babatunde
- Delroy Brown (VFB : Sébastien Hébrant) : Oscar Babatunde
- Ken Christiansen (VFB : Jean-François Rossion) : Karl Benning
- Gary Lewis : Duncan Fitch, le père de Gregory

## Production

### Développement
Longtemps baptisée Boys, la série adopte finalement le titre d'un tube des Pet Shop Boys qui est repris pour l'occasion par Olly Alexander, l’un des acteurs principaux, et son groupe Years and Years.
La série est initialement refusée par la BBC et ITV.

### Tournage
Le tournage a lieu à Manchester en Angleterre du Nord-Ouest, le 7 octobre 2019,, et au centre ville de Liverpool, en janvier 2020.

### Fiche technique
Sauf indication contraire, les informations mentionnées dans cette section peuvent être confirmées par la base de données cinématographiques IMDb,  présente dans la section « Liens externes ».
- Titre original et français : It's a Sin
- Création : Russell T Davies
- Réalisation : Peter Hoar
- Scénario : Russell T Davies
- Musique : Murray Gold
- Direction artistique : Tom Atkins et Gavin Lewis
- Décors : Luana Hanson
- Costumes : Ian Fulcher
- Photographie : David Katznelson
- Montage : Sarah Brewerton
- Production : Phil Collinson
  - Production déléguée : Russell T Davies, Peter Hoar et Nicola Shindler
- Société de production : Red Production Company
- Société de distribution : Channel 4 (Royaume-Uni) ; Amazon Prime Video (Québec), Canal+ (France)
- Pays de production :  Royaume-Uni
- Langue originale : anglais
- Format : couleur
- Genre : comédie dramatique historique
- Durée : n/a
- Dates de première diffusion :
  - Royaume-Uni : 22 janvier 2021 sur Channel 4
  - France : 22 mars 2021 sur Canal+ 18 mars 2024 sur France 2

## Accueil
En janvier 2021, le Guardian décrit la série comme « un chef-d'œuvre poignant » : « l'humour et l'humanité sont au cœur de cette sublime série sur la communauté gay de Londres dans les années 1980, du créateur de Queer as Folk ». En mars, Thomas Sotinel écrit dans Le Monde qu'il s'agit d'une « évocation magistrale de la génération de jeunes Britanniques fauchés par le VIH ».
La diffusion de la série a une conséquence positive sur l'augmentation des dépistages au VIH au Royaume-Uni. Des militants du Terrence Higgins Trust ont cependant alerté le public de la série du fait que l'image qu'elle renvoie de la maladie est très datée : « il est crucial que It's A Sin ne soit pas pris comme une leçon sur le VIH [parce que] les idées fausses et dépassées illustrées dans la série et encore très fréquentes dans la population ont un impact négatif sur la vie des personnes séropositives ».

### Diffusion

#### En France
En France, la série est diffusée en clair à la télévision le lundi 18 mars 2024 vers 21 h 10 sur France 2.
| Épisode | Diffusion          | Diffusion     | Audience moyenne          | Audience moyenne                       | Audience moyenne         | Audience moyenne | Réf. |
| Épisode | Jour               | Horaire       | Nombre de téléspectateurs | Part de marché (sur les 4 ans et plus) | Part de marché (FRDA-50) | Classement       | Réf. |
| ------- | ------------------ | ------------- | ------------------------- | -------------------------------------- | ------------------------ | ---------------- | ---- |
| 1       | Lundi 18 mars 2024 | 21:10 - 22:00 | 1 260 000                 |                                        |                          |                  |      |
| 2       | Lundi 18 mars 2024 | 22:00 - 22:50 | 867 000                   |                                        |                          |                  |      |
| 3       | Lundi 18 mars 2024 | 22:50 - 23:35 |                           |                                        |                          |                  |      |
| 4       | Lundi 18 mars 2024 | 23:35 - 00:25 |                           |                                        |                          |                  |      |
| 5       | Lundi 18 mars 2024 | 00:25 - 01:15 |                           |                                        |                          |                  |      |

- Les plus hauts chiffres d'audience
- Les plus bas chiffres d'audience